# 野球太保
《野球太保》是一部日本高中棒球漫畫，原作為七三太朗，作畫為川三番地。

## 概要
原先在《週刊少年Magazine》上連載，後來轉到《Magazine SPECIAL》連載至今。單行本販賣數量累計至今超過800萬本，在2009年時曾經休刊半年，8月時恢復連載。
作品內有許多高中棒球漫畫常有的魔球以及不合理的球路。

## 故事簡介
久里武志有優異的棒球才能，但卻是吸煙、染著茶色頭髮會毆打其他人的不良少年。在換過7個隊伍後，到了夢島高中棒球社。

## 出場人物

### 夢島高中

#### 主要角色
久里武志
投手。右投右打。一年級生。
夢島高中的王牌第4號。會抽煙染髮的不良學生。
百瀨朝夫
捕手。右投右打。一年級生。
小川耕三
二壘手。右投右打。一年級生。
赤倉太
中外野手。右投右打。一年級生。
大和田勝良
三壘手。右投雙打。三年級生。
熊野春雄
左外野手。右投右打。三年級生。
大村行秀
一壘手。右投右打。一年級生。
河地大介
游擊手、二壘手。右投右打。一年級生。

#### 次要角色
鈴木
加山
吉田
宮島
櫻井祐一
伝田
中村
藤本
鯉渕
上水流
光永

#### 其他
工藤弘樹
夢島高中棒球部教練，同時也是夢島高中的物理老師及久里的班導師。
山華文博
夢島高中棒球部部長。
工藤夏
工藤弘樹之女，同時也是夢島高中棒球部經理。

### 六鄉高中
小澤
三輪
土本
稻葉
市村
平野
滿留
牧野
西島
太田
藤岡
水谷

### 駒場商業高中
吉永
水谷
華原
立川
安岡
香西
渡邊
上松
伊岡
大井
菅原

### 常陽學院高中
大道春樹
鍋島
常陽高中主力投手
玉木
黑石
山野
森本
須藤
松原
福田
麥島
常陽高中棒球部教練

### 神戶翼成高中（兵庫代表）
生田庸兵
最上
澤野
鴨井
兵羽
湯淺
守屋
迫沼
高岩

### 海聖高中（高知代表）
秋吉廣大
神保
坂上
廣田
月島
水本
中田
中谷
井上
不動

### 私德館高中（山形代表）
名倉的矢
ハンコ・ルー
元伊
秋吉
米沢
都築
酒田
日比
牧野
團不二夫
私德館高中棒球部教練，同時也是久里的父親。
水野

### 美海聖都高中（沖繩代表）
首里城 きらり（しゅりじょう きらり）
仁
普天間
喜屋武
真喜志源

### 其他
西村